# Marked Trails

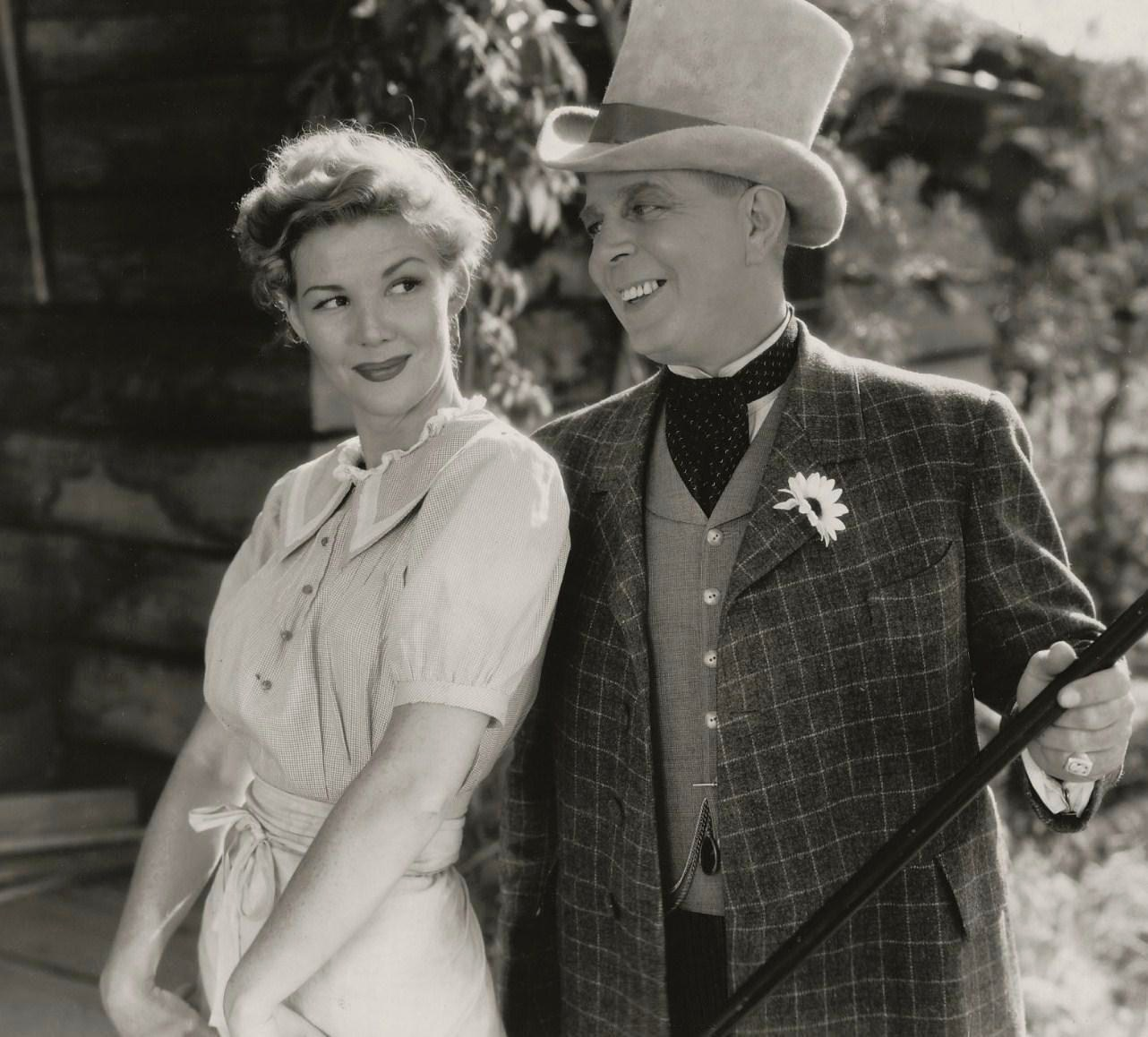
Veda Ann Borg et Hoot Gibson dans une scène du film.

Marked Trails est un film américain réalisé par John P. McCarthy, sorti en 1944.

## Synopsis
Deux hommes de loi sont à la poursuite d'un gang de hors-la-loi notoire. L'un d'entre eux se fait passer pour un bandit afin d'infiltrer le groupe.

## Fiche technique
- Réalisation : John P. McCarthy
- Scénario : John P. McCarthy, Victor Hammond
- Producteur : William Strohbach
- Photographie : Harry Neumann
- Montage : John C. Fuller
- Genre : Western[2]
- Musique : Frank Sanucci
- Distributeur : Monogram Pictures
- Durée : 58 minutes
- Date de sortie : 28 juillet 1944

## Distribution
- Hoot Gibson : Hoot Parkford
- Bob Steele : Bob Stevens
- Veda Ann Borg : Blanche / Mary Conway
- Ralph Lewis : Henchman Jed
- Mauritz Hugo : Jim Slade
- Charles Stevens : Henchman Denver
- Bud Osborne : Sheriff Jim
- Lynton Brent : Henchman Tex
- George Morrell : Whippletree, Livery man
- Allen D. Sewall : Hank Bradley